# Holly Taylor
Pour les articles homonymes, voir Taylor.
Holly Taylor est une actrice canadienne, née le 31 octobre 1997 à Middleton.

## Filmographie

### Cinéma
- 2013 : Ashley de  	Dean Matthew Ronalds : la jeune Ashley
- 2014 : Worst Friends de Ralph Arend
- 2016 : The Otherworld de Gisela Pereira : Dannan
- 2018 : The Witch Files de Kyle Rankin : Claire

### Séries télévisées
- 2011 : Celebrity Nightmares Decoded
- 2013 - 2018 : The Americans de Joe Weisberg : (Saisons 1 - 2 - 3 - 4 - 5 - 6) : Paige Jennings
- 2019 : The Unsettling	 : Becca
- 2019 : Good Doctor : Maddie Glassman
- 2021 - 2023 : Manifest : Angelina Meyer (rôle principal - saisons 3 et 4)